# Пётр I: Последний царь и первый император
«Петр I: Последний царь и первый император» — российский исторический фильм Андрея Кравчукa. Картина вышла в широкий прокат 3 ноября 2022 года. Телевизионная премьера фильма состоялась 14 января 2023 года в вечернем эфире на телеканале НТВ.

## Сюжет
Фильм рассказывает о становлении и правлении Петра I, о том, как он без профессиональной армии и флота сумел проложить выход к морю и превратил Россию в империю.

## В ролях
| Актёр                  | Роль                                        |
| ---------------------- | ------------------------------------------- |
| Иван Колесников        | Царь и Император Пётр I                     |
| Алексей Лукин          | Пётр в юности                               |
| Даниил Муравьёв-Изотов | Пётр в детстве                              |
| Вольфганг Черни        | Франц Лефорт советник Петра I               |
| Игорь Гордин           | Александр Меншиков сподвижник Петра I       |
| Максим Иванов          | Александр Меншиков в молодости              |
| Ксения Утехина         | Екатерина I Императрица                     |
| Анастасия Мишина       | Софья Алексеевна старшая сестра Петра I     |
| Иван Добронравов       | Алексей сын Петра I                         |
| Юлия Бочарова          | Наталья Нарышкина мать Петра I              |
| Василий Мичков         | Артамон Матвеев                             |
| Анна Родоная           | Ефросинья                                   |
| Роман Коноплёв         | Иван Алексеевич                             |
| Александр Большаков    | Иоаким Патриарх Московский и Всея Руси      |
| Тимо Виллман           | Карл XII король Швеции                      |
| Александр Клюквин      | Фёдор Ромодановский государственный деятель |

## Критика
Один из консультантов фильма, экономист Александр Аузан, подверг фильм резкой критике, обратив внимание, что даже советский фильм «Пётр Первый» не упустил ряда существенных деталей. 